# Jããnkun
Lo jããnkun (o mokwan come viene chiamato negli atolli settentrionali del paese) è un cibo tipico delle Isole Marshall: è una pasta essiccata di frutti di Pandanus tectorius, che grazie alla particolare lavorazione può essere conservata per tempi molto lunghi.

## Storia
Lo jããnkun veniva tradizionalmente preparato per garantire la sicurezza alimentare nei momenti di carestia, ma anche come cibo per i marinai.
Per preparazione e uso è simile al te tuae gilbertese e al sehnikun in kipar degli Stati Federati di Micronesia.

## Preparazione

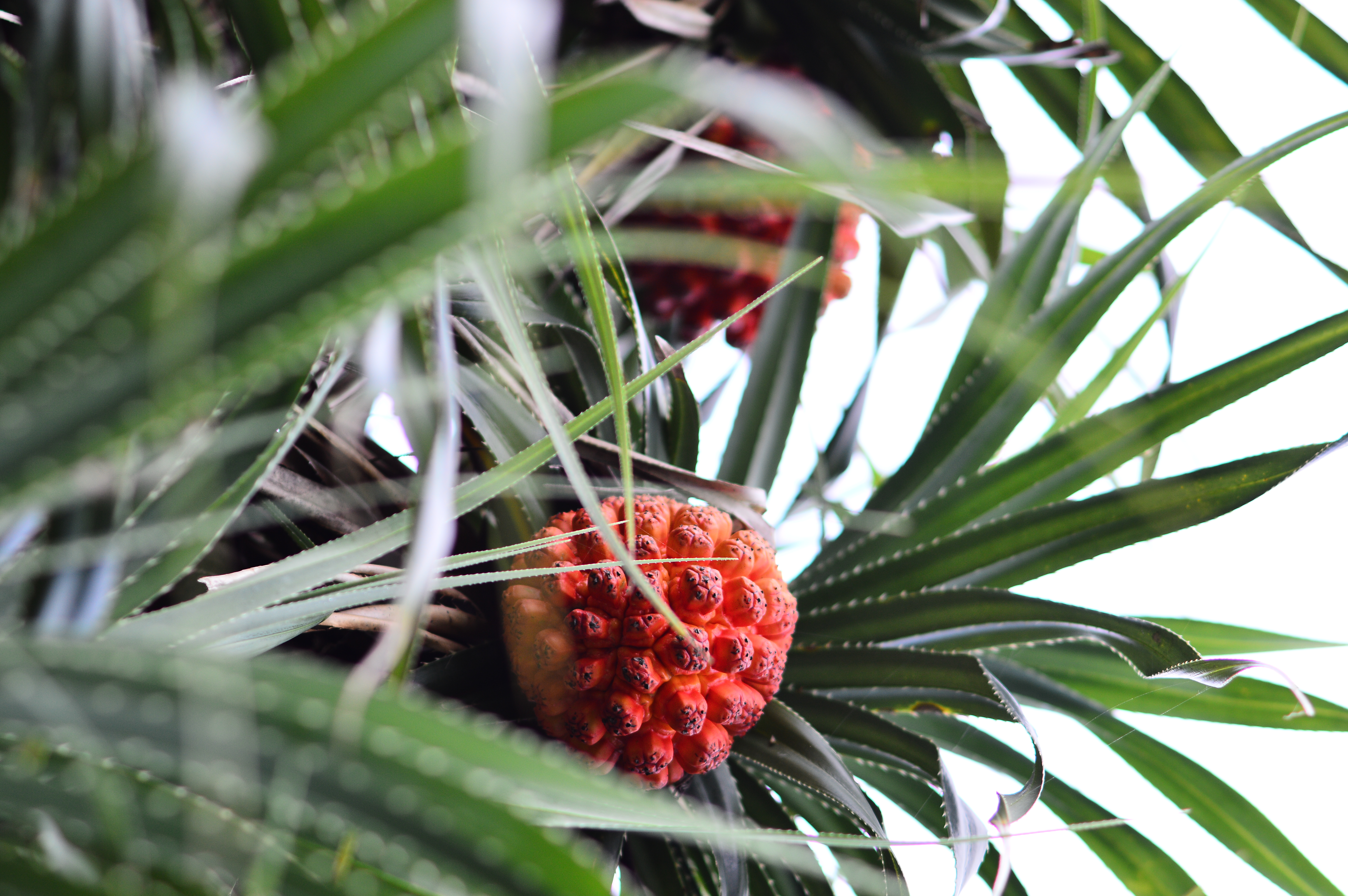
Frutti maturi di Pandanus tectorius

I frutti maturi di pandanus tectorius (in lingua marshallese chiamati bōb) vengono cotti a lungo in un forno scavato nel terreno. Una volta pronti, vengono fatti raffreddare, e con un apposito strumento, chiamato wekan o peka, se ne estrae un succo pastoso.
Il succo viene messo a bollire lentamente fino a che non cambia colore e si addensa. La pasta ottenuta viene messa a seccare al sole per due o tre giorni in strati sottili, su foglie di banano, girandola almeno una volta perché il processo di essiccazione risulti uniforme.
Una volta essiccato, vengono eliminate le foglie di banano e la pasta essiccata viene tagliata, arrotolata e avvolta strettamente in foglie di pandanus, che vengono poi legate.
Tradizionalmente il pacchetto più grande di jããnkun viene donato al capo.

## Uso
Lo jããnkun può essere consumato molto tempo dopo la sua preparazione, anche anni. Data la facilità di coltivazione del pandanus tectorius, questo cibo ha pertanto storicamente avuto un ruolo cruciale nel garantire la sicurezza alimentare, garantendo cibo nei momenti di carestia o per i viaggi in mare, anche per il fatto che può essere mangiato senza alcuna ulteriore preparazione, a differenza ad esempio del bwiro, una pasta essiccata simile, ma a base di frutti dell'albero del pane, che dev'essere cotta prima di essere consumata.
Oltre che mangiato a fette, tradizionalmente viene dato da mangiare a neonati e bambini dopo averlo inzuppato e schiacciato, divenendo facile da inghiottire. Un piccolo quantitativo sciolto in acqua serve ad ottenere una bevanda rinfrescante, lo jōnnōb.
Ha un ruolo importante nella dieta dei marshallesi anche per il contenuto elevato di beta-carotene: la carenza di vitamina A è causa di diffuse malattie nelle isole Marshall.